# Doopschelp

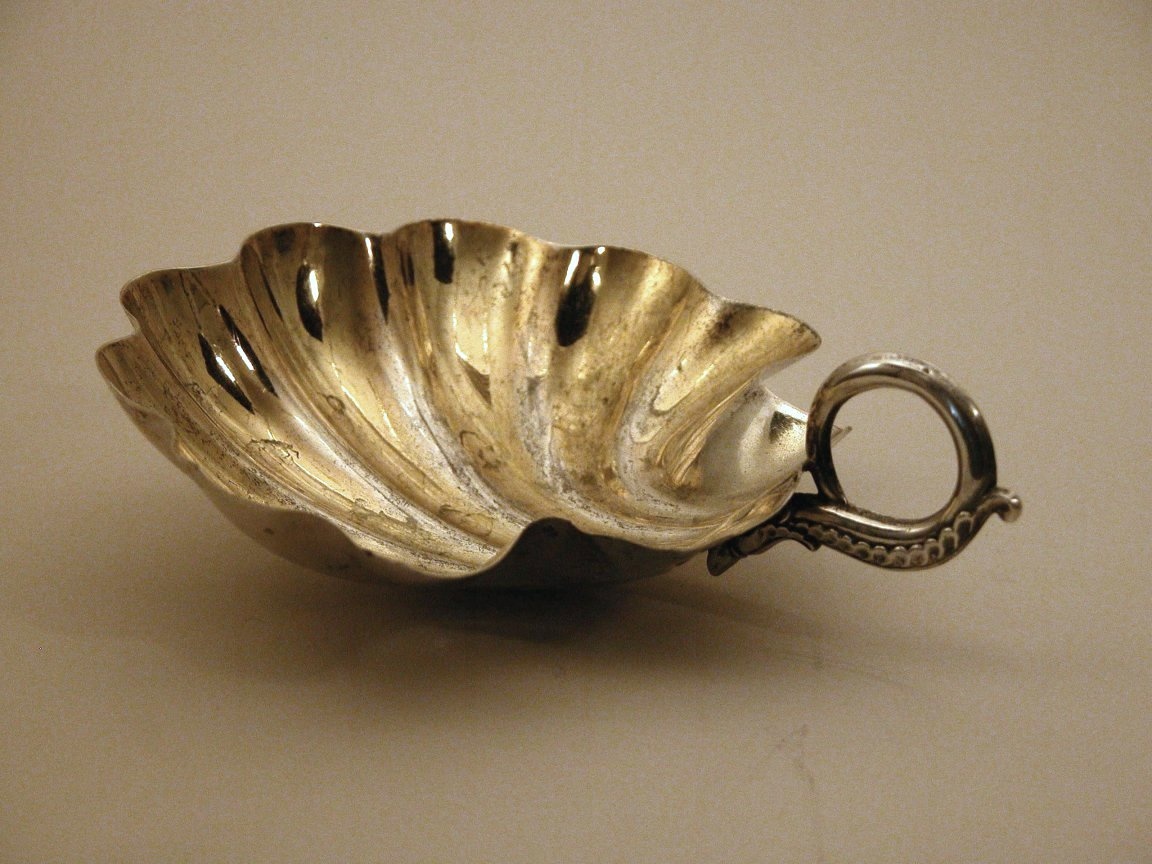
Zilveren doopschelp met "Tot gedachtenis Aan Zijne Doorl. Hoogwd. Monsr. J.F.A. Kistemaker, Bisschop van Uranopolis Ap.s Vic.s te Curaçao, bij Z. D. H. vertrek uit Amsterdam 30 April 1861. Van v. Gennip & Huijsman", 1861 Geen zilvermerken, maker onbekend

Een doopschelp is een liturgisch gebruiksvoorwerp dat gebruikt wordt bij het dopen om water over het hoofd van de dopeling te gieten. Vaak is een doopschelp van zilver en heeft ze de gestileerde vorm van een Jacobsschelp, dat verklaart ook de naam doopschelp. Vaak werd het voorwerp geschonken ter gelegenheid van een bijzondere gelegenheid, zoals een priesterwijding.